# Zápalka

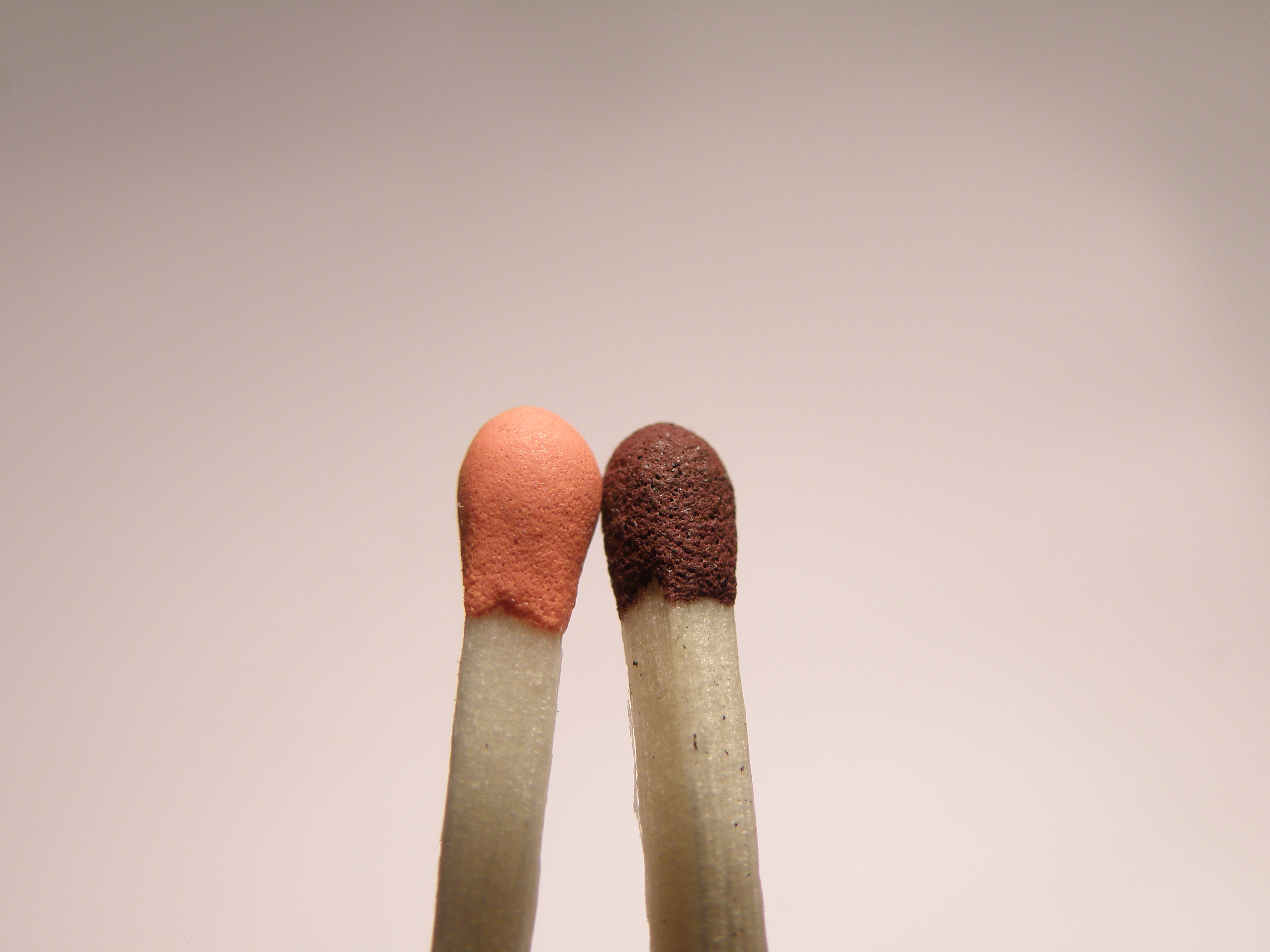
Hlavičky zápalek různých barev

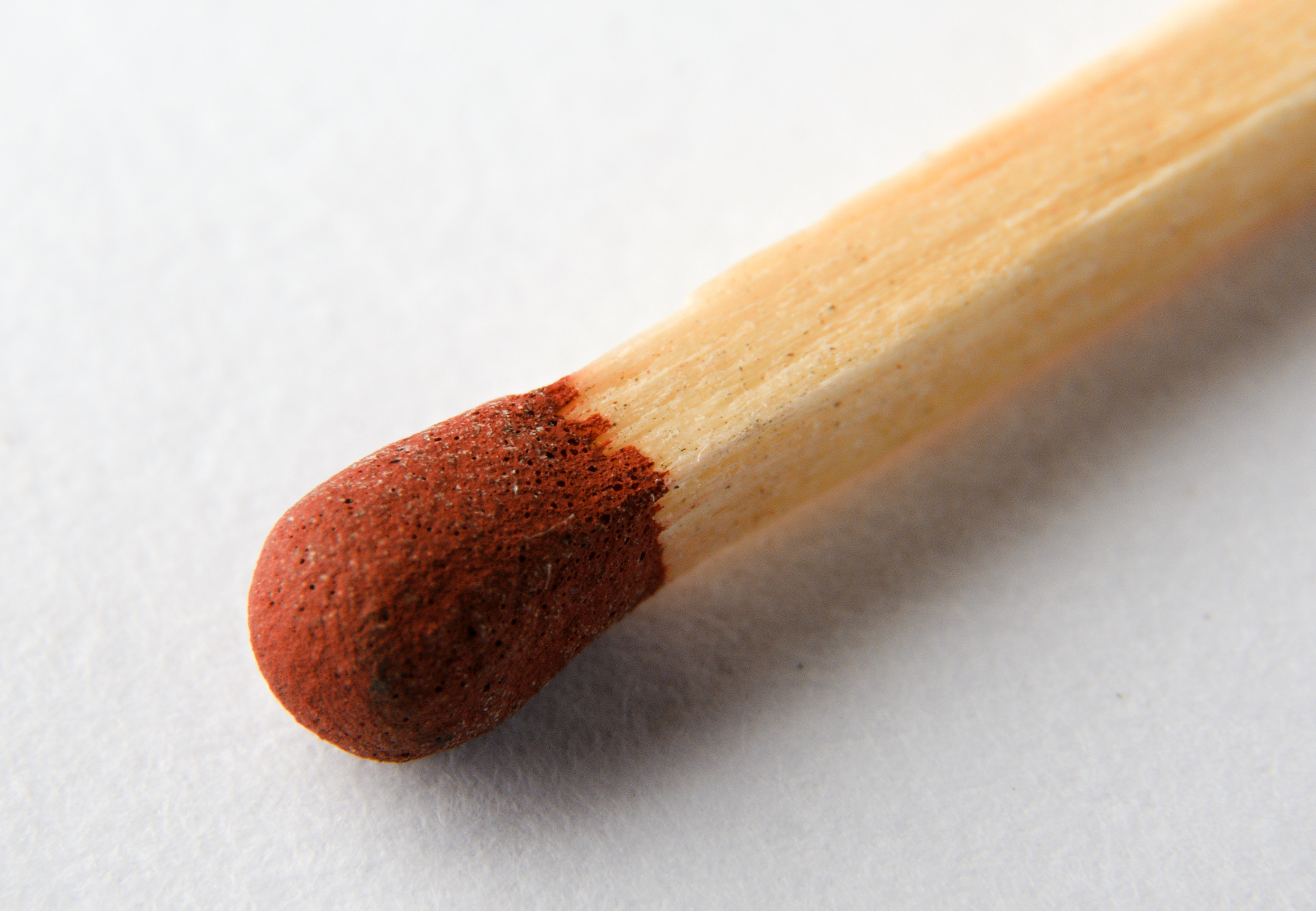
Detail hlavičky zápalky

Zápalka (hovorově sirka) slouží k rozdělávání ohně. Je to podlouhlý kousek dřeva (občas lepenky) se zápalnou látkou na jednom z jeho konců.  Dřívka jsou částečně nebo zcela nasycena látkou usnadňující hoření. Zápalná látka na konci dřívka, tzv. hlavička, vzplane třením.

## Historie

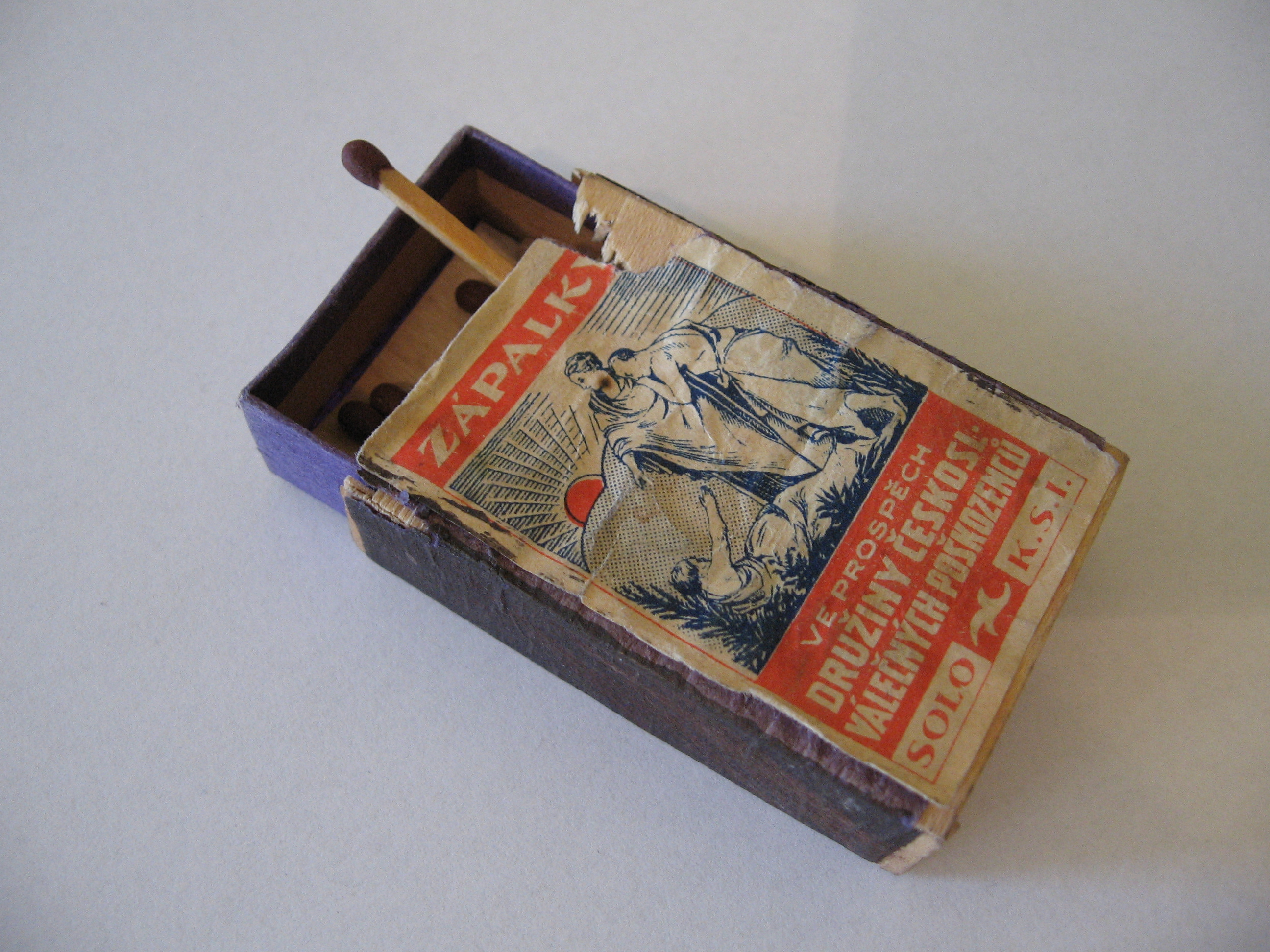
Krabička československých poválečných zápalek

Před vynálezem zápalek byly k rozdělávání ohně používány různé techniky, jako je tření dřev nebo křesání. K zapalování ohně se také používaly různé pomůcky z hořlavých materiálů, které se ale nejdříve musely samy zapálit – např. od již hořícího ohně, žhavého uhlíku nebo jiskrou z křesadla.
Roku 1805 vynalezl Jean Chancel, asistent profesora Thénarda, první namáčecí zápalky, zapalované chemickou reakcí – v tomto případě ponořením do kyseliny sírové. Pozdější zápalky jiných vynálezců se reakce spouštěla rozbitím skleněné ampule, popřípadě ponořením zápalky se sirnou hlavičkou do lahvičky s bílým fosforem.
Roku 1827 vynalezl anglický chemik John Walker (1781–1859) třecí zápalky, tedy zapalované teplem vzniklým třením. Jejich zápalná směs byla vytvořena ze sloučeniny fosforu, zápalky se zapalovaly energickým škrtnutím o jakýkoliv suchý a drsný povrch. Jejich nevýhodou byla možnost nechtěného samovznícení. Krabičku s padesáti zápalkami a pomocným papírkem (k zapálení mělo dojít protažením zápalky skrz přeložený papírek) tehdy prodával za cenu 1 britského šilinku. Walker si zápalku nenechal patentovat, což vedlo k rozmachu tovární výroby různými firmami. Zprvu se vyráběly spíše manufakturně, ale zhruba od poloviny 19. století začaly v celé Evropě vznikat sirkárny s tovární výrobou. Například zřejmě první výrobnu v Čechách založil truhlář Vojtěch Scheinost (1814–1894) v Sušici roku 1839 jako rodinnou dílnu, v roce 1844 ji přeměnil na tovární a koncem 19. století ji v rámci kartelizace převedl do akciové společnosti SOLO s působností po celém Rakousko-Uhersku.
Roku 1845 vynalezl rakouský chemik Anton Schrötter (1802–1875) způsob výroby červeného fosforu, a díky němu roku 1848 frankfurtský profesor chemie Rudolph Christian Boettger (1806–1881) vynalezl bezpečnostní zápalky, které se zapalují až tepelněchemickou reakcí hlavičky o škrtátko. O vynález v Německu nebyl zájem, tedy jej koupili Švédové. Švéd Johan Edward Lundström zápalky zdokonalil, opatřil i zasouvací krabičkou, a začal je v roce 1855 průmyslově vyrábět.
Zápalky s hlavičkou z bílého fosforu měly výhodu, že je bylo možné zapálit o kámen, kůru stromu nebo i o podrážku boty. Jejich chemické složení bylo však vysoce zdravotně závadné zejména při vlastní výrobě zápalek a dělníci ve výrobě trpěli řadou katastrofálních obtíží zvanými sirkařská nekróza: hnisání dýchacích cest, rozpadávání a vypadávání zubů, nádory v dýchacích cestách, odumírání sliznic a jejich rozklad až na kost, rozpad i samotných lebečních kostí a mnohdy vedla k trýznivé smrti dělníka. Z hlediska spotřebitelů i výrobců 19. století však dlouho nešlo o velký problém, až teprve alarmující lékařské zprávy a publikace vedly k tomu, že bylo použití bílého fosforu od roku 1903 postupně zakazováno jednotlivými vládami, na mezinárodní úrovni se tak stalo přijetím Bavorské konvence roku 1907 a roku 1909 byly zápalky s bílým fosforem oficiálně zakázány v celé Evropě.

## Charakteristika aprincip

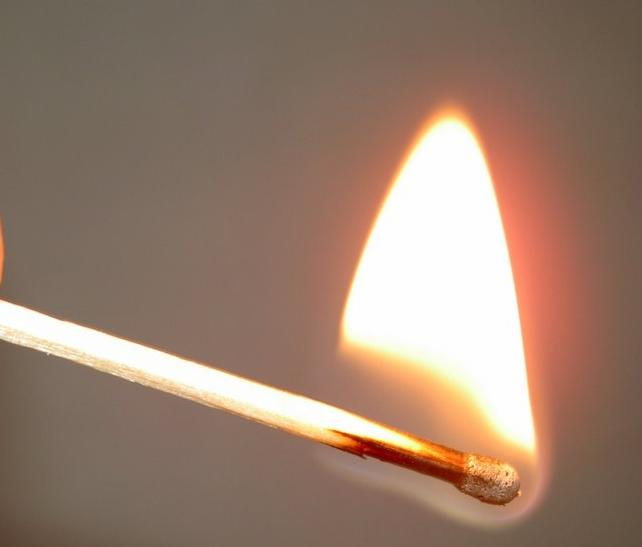
Hořící zápalka

V současnosti většina zápalek „chytá“ výhradně škrtnutím hlavičky o speciálně připravenou plochu – škrtátko, což prakticky vylučuje samovolné či nekontrolované vzplanutí zápalky náhodným otřením o jiný povrch.
Moderní hlavička zápalek se skládá z červeného fosforu, sulfidu antimonitého, síry, chlorečnanu draselného, barviva a mletého skla, které dává hlavičce drsnost, aby se zvýšilo tření. Nasycení dřívka zápalky tekutým parafínem usnadňuje hoření. Fosforečnan sodný zabraňuje doutnání zápalky po zhasnutí plamene. Ve škrtátku je obsažen červený fosfor, mleté sklo a pojivo. Při škrtnutí zápalky o škrtátko se vyvine na styčném bodu teplota v rozmezí 200 až 1 100 °C. Dojde k zapálení hlavičky a následně dřívka. Tento typ se označuje jako bezpečnostní zápalky.

## Druhy zápalek

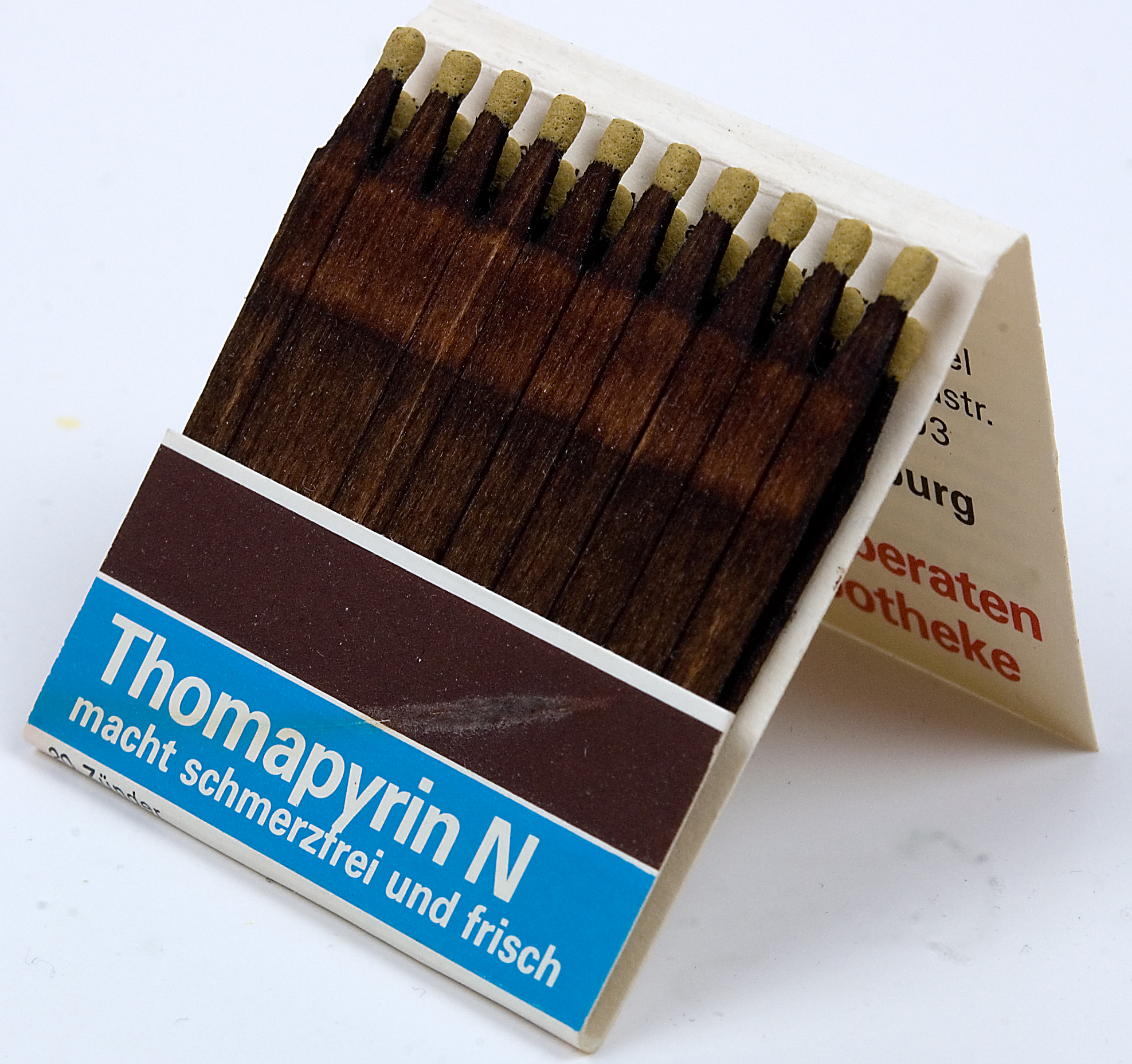
Odlamovací zápalky

- Standardní zápalky nebo také kuřácké, prodávané v papírových krabičkách o rozměrech 5 ×  3,5 × 1,5 cm, mají délku asi čtyři cm. Jsou prodávány se škrtátkem po obou stranách krabičky. V krabičce bývá kolem čtyřiceti zápalek.
- Knížečkové zápalky (ploché zápalky odlamovací) se prodávají vlepené do papírového přebalu. Bývají dřevěné nebo papírové a před použitím se zápalky odtrhnou nebo odlomí. Používají se v USA.
- Dlouhé zápalky, prodloužené nebo také domácnostní měří kolem pěti cm. Jejich účelem je usnadnění zapálení například plynového hořáku. Lze je koupit ve standardních krabičkách, které mají prodlouženou délku, nebo v krabičkách o rozměrech (např. 8 × 5,5 × 3 cm).
- Krbové zápalky, jejichž účel vyplývá z názvu, mají délku kolem dvaceti cm. Krabičky pro tyto zápalky bývají různé, většinou dlouhé a úzké.
- Bezpečnostní zápalky mají škrtátko ze speciální směsi a při zapálení dosahují nižších teplot.
- Voděodolné zápalky jsou impregnované proti vlhkosti. Například běžné zápalky se sytí rozehřátým parafínem.
- Větruodolné zápalky mají prodlouženou hlavičku.

Existuje množství dalších druhů zápalek, které mají specifické rozměry nebo balení. Většinou se používají jako upomínkové předměty nebo k reklamním účelům.

## Zajímavosti
- Zápalky slepované lepidlem se využívají pro výrobu modelů a různých kuriózních předmětů. Věnoval se jim například Tomáš Korda z Vrchlabí, jehož dílo vystavuje Muzeum rekordů a kuriozit v Pelhřimově.
- Zápalky se používají jako měřítko v makrofotografii.
- Sběratelství zápalkových nálepek se nazývá filumenie. Tento sběratelský obor vznikl kolem roku 1840, v českých zemích kolem roku 1890. V České republice byla první výstava zápalkových nálepek uspořádána v roce 1926 v Jičíně.[6]